# Ammannia dentelloides
Ammannia dentelloides är en fackelblomsväxtart som beskrevs av Wilhelm Sulpiz Kurz. Ammannia dentelloides ingår i släktet Ammannia och familjen fackelblomsväxter. Inga underarter finns listade i Catalogue of Life.